# Montano Lucino
Montano Lucino är en ort och kommun i provinsen Como i regionen Lombardiet i Italien. Kommunen hade 5 274 invånare (2018).